# Банная (приток Коксы)
Банная — река в России, протекает по Республике Алтай. Устье реки находится в 79 км от устья реки Коксы по правому берегу. Длина реки составляет 36 км.
Берёт начало у границы с Казахстаном в высокогорном урочище Вершина Банной.

## Бассейн
(указано расстояние от устья)
- Таенгош (пр)
- 6 км: Колчулу (лв)
  - Мюнкулак (пр)
- 15 км: Чёрная (Карасу) (пр)
- 17 км: Колбина (лв)
  - Малая Чекала (лв)
  - Малая Колбина (лв)
- 17 км: Быстрая (пр)
- Черёмуховая (лв)
- Анчигар (лв)

## Данные водного реестра
По данным государственного водного реестра России относится к Верхнеобскому бассейновому округу, водохозяйственный участок реки — Катунь, речной подбассейн реки — Бия и Катунь. Речной бассейн реки — (Верхняя) Обь до впадения Иртыша.